# Экологическая справедливость
Экологическая справедливость — термин, который имеет два разных, но наиболее распространенных вариантов использования, описывающий социальное движение, основной фокус которого направлен «на справедливое распределение экологических выгод и бремени». Второй вариант определения относится к междисциплинарному кругу литературы по общественным наукам, затрагивающий теорию окружающей среды и справедливости, экологическую политику и законы, их реализацию, а также управление в целях устойчивого развития. Концепция начала развиваться с начала 80-х годов прошлого века в США.

## Определение
Экологическая справедливость, по определению Агентства по охране окружающей среды в США, есть «справедливое обращение и значимое участие всех людей, независимо от расы, цвета кожи, национального происхождения или дохода, в разработке, осуществлении и обеспечении соблюдения законов, правил и политики в области окружающей среды. Эта цель будет достигнута, когда все будут довольны:
1) той же степени защиты от вредных воздействий на окружающую среду и здоровье;
2) равный доступ к процессу принятия решений, с тем чтобы иметь здоровую окружающую среду, в которой можно жить, учиться и работать».
За последние тридцать лет в политическом дискурсе вопрос о справедливости рассматривался как вопрос о равенстве, справедливости в распределении социальных благ. Определения экологической справедливости также включается в себя ряд вопросов: справедливое распределение экологических выгод и участие в принятии решений по данной теме, признание знаний местного сообщества, самобытной культуры и образа жизни людей.

## История
В 1980-х гг. публично была выдвинута проблема неправильного распределения экологических благ и рисков в различных социальных классах. В результате таких волнений стали формироваться группы, борющиеся за экологическую справедливость. Вдохновителем таких групп стали влиятельные общественные движения 20 века, одно из таких движений называлось «Движение экологической справедливости». В ее основе стояла идеология природоохранного движения, выступающее за формирование благоприятной окружающей среды. В значительной степени уделялось внимание афро-американской части населения, которая больше всего страдала от последствий загрязнения планеты. Другая группа активистов выступала против дискриминации по расовым, половым, классовым, этническим и прочим признакам и за социальную справедливость. В более широком ключе, справедливость можно рассматривать наряду с понятием нравственности, которая проецируется на общественность и взаимодействует с ней. В узком смысле справедливость представляется как «нравственно санкционированную соразмерность в распределении благ и зал (преимуществ и недостатков, выгод и потерь) совместной жизни людей».

## Энциклика Папы Римского Франциска об охране окружающей среды и экологической справедливости
В июне 2015 года в Ватикане была издана энциклика «Laudato Si (Восхваляем тебя): Забота об общем доме». В ней призывают католиков и просто «людей доброй воли» задуматься об окружающей среде и предпринять усилия к остановке изменений климата. В послании Папа Римский Франциск отметил, что забота о нашем общем доме есть моральное обязательство каждого христианина. Каждый христианин обязан бороться против неравенства, бедности и многих других бед, связанных с изменением климата и несоразмерным употреблением генетических ресурсов.

## Экологическая дискриминация
Экологическая дискриминация - это одна из проблем, которую стремится решить экологическая справедливость. Расизм и дискриминация в отношении меньшинств основаны на вере социально доминирующей группы в свое превосходство, что часто приводит к привилегиям доминирующей группы и жестокому обращению с недоминирующими меньшинствами. Совокупное воздействие этих привилегий и предрассудков является лишь одной из потенциальных причин того, что объекты по обращению с отходами и с высоким уровнем загрязнения, как правило, расположены в районах, где преобладают меньшинства. Экологическая дискриминация также может заключаться в размещении вредной фабрики в месте, принадлежащем меньшинству. Это можно рассматривать как экологическую дискриминацию, потому что это помещает вредное предприятие в такое место, где у людей часто нет средств для борьбы с крупными корпорациями. 
Экологическая дискриминация исторически проявлялась в процессе выбора и строительства экологически опасных объектов, включая объекты по удалению отходов и производству энергии. Расположение транспортной инфраструктуры, включая автомагистрали, порты и аэропорты, также рассматривается как источник экологической несправедливости.

## Первоначальные препятствия для участия меньшинств
Когда энвайронментализм впервые стал популярен в начале 20 века, основное внимание уделялось защите дикой природы и сохранению дикой природы. Эти цели отражали интересы первоначальных сторонников движения, в первую очередь среднего и высшего класса, в том числе путем рассмотрения сохранения и защиты через призму, которая не смогла оценить многовековую работу общин коренных народов, которые жили, не вызывая разрушений окружающей среды, которые эти колониальные "энвайронменталисты" теперь стремились смягчить. Действия многих основных экологических организаций по-прежнему отражают эти ранние принципы. Многочисленные меньшинства с низкими доходами чувствовали себя изолированными или испытывали негативное влияние движения, примером чего является письмо Юго-Западного организационного проекта (SWOP) Группе десяти, письмо, направленное в крупные экологические организации несколькими местными активистами за экологическую справедливость. В письме утверждалось, что экологическое движение было настолько озабочено очисткой и сохранением природы, что игнорировало негативные побочные эффекты, которые это вызывало у близлежащих общин, а именно, меньший рост числа рабочих мест. Кроме того, движение NIMBY перенесло местное нежелательное землепользование из районов среднего класса в бедные общины с большим населением меньшинств. Поэтому уязвимые общины с меньшими политическими возможностями чаще подвергаются воздействию опасных отходов и токсинов.
В результате некоторые меньшинства рассматривают экологическое движение как элитарное. Экологический элитизм проявлялся в трех различных формах:
1. Композиционная – экологи относятся к среднему и высшему классу.
2. Идеологическая – Реформы приносят пользу сторонникам движения, но накладывают издержки на неучастников.
3. Воздействующая – Реформы имеют "регрессивные социальные последствия". Они несоразмерно приносят пользу защитникам окружающей среды и наносят ущерб недопредставленному населению[15].

Сторонники экономического роста воспользовались пренебрежением экологов к меньшинствам. Они убедили лидеров меньшинств, стремящихся улучшить свои общины, в том, что экономические выгоды от промышленных объектов и увеличение числа рабочих мест стоят риска для здоровья. На самом деле, как политики, так и бизнесмены даже угрожали неминуемой потерей работы, если общины не примут опасные производства и объекты. Хотя во многих случаях местные жители фактически не получают этих льгот, этот аргумент используется для снижения сопротивляемости в общинах, а также для того, чтобы избежать расходов, связанных с очисткой от загрязняющих веществ и созданием более безопасной рабочей среды.

### Финансовые барьеры
Одним из серьезных препятствий на пути участия меньшинств в обеспечении экологической справедливости являются первоначальные затраты, связанные с попытками изменить систему и не допустить, чтобы компании сбрасывали свои токсичные отходы и другие загрязнители в районы, где проживает большое число меньшинств. Существуют огромные судебные издержки, связанные с борьбой за экологическую справедливость и попытками избавиться от экологического расизма. Например, в Великобритании существует правило, согласно которому заявителю, возможно, придется покрывать гонорары своих оппонентов, что еще больше усугубляет любые проблемы с расходами, особенно с группами меньшинств с низким уровнем дохода; кроме того, единственный способ для групп экологической справедливости привлечь компании к ответственности за загрязнение окружающей среды и нарушение любых лицензионных требований по удалению отходов - подать в суд на правительство за несоблюдение правил. Это привело бы к запрету на судебные издержки, которые большинство не могло себе позволить. Об этом свидетельствует тот факт, что из 210 дел о судебном пересмотре в период с 2005 по 2009 год 56% не были рассмотрены из-за затрат.

## Экологическая справедливость во всём мире
В последние годы кампании по обеспечению экологической справедливости появились во многих странах, таких как Индия, Южная Африка, Израиль, Нигерия, Мексика, Венгрия, Уганда и Великобритания. Например, в Европе имеются данные, свидетельствующие о том, что цыгане и другие группы меньшинств неевропейского происхождения страдают от экологического неравенства и дискриминации.

### Европа
В Европе цыгане являются этническими меньшинствами и отличаются от остальных европейских народов своей культурой, языком и историей. Экологическая дискриминация, с которой они сталкиваются, варьируется от неравного распределения экологического ущерба, а также неравного распределения образования, медицинских услуг и занятости. Во многих странах цыгане вынуждены жить в трущобах, потому что многие законы о получении вида на жительство являются дискриминационными по отношению к ним. 
Европейский союз пытается стремиться к экологической справедливости, вводя в действие декларации, в которых говорится, что все люди имеют право на здоровую окружающую среду. Стокгольмская декларация, Доклад Комиссии Брундтланда 1987 года "Наше общее будущее", Декларация Рио-де-Жанейро по окружающей среде и развитию и статья 37 Хартии Европейского союза по правам человека - все эти способы, с помощью которых европейцы приняли меры для обеспечения экологической справедливости. Европа также финансирует ориентированные на конкретные действия проекты, направленные на укрепление экологической справедливости во всем мире. Например, EJOLT (Организации, занимающиеся вопросами экологической справедливости, исполнения обязательств и торговлей) - это крупный многонациональный проект, поддерживаемый в рамках бюджетной статьи FP7 "Наука в обществе" Европейской комиссией. С марта 2011 по март 2015 года 23 организации гражданского общества и университета из 20 стран Европы, Африки, Латинской Америки и Азии пообещали сотрудничать в продвижении дела экологической справедливости. EJOLT разрабатывает тематические исследования, связывает организации по всему миру и составляет интерактивную глобальную карту экологической справедливости. В недавнем исследовании экологической справедливости в Natura 2000 отмечается, что политика экологической справедливости может дать жителям возможность инициировать социальные изменения. В свою очередь, это социальное изменение изменяет форму, которую примет расширение прав и возможностей.   

#### Швеция
Швеция стала первой страной, запретившей ДДТ в 1969 году. В 1980-х годах женщины-активистки организовали приготовление варенья из ягод, зараженных пестицидами, которое они предложили членам парламента. Члены парламента отказались, и это часто приводилось в качестве примера прямых действий в рамках экофеминизма.

#### Великобритания
В то время как основная повестка дня движения за экологическую справедливость в Соединенных Штатах была посвящена вопросам расы, неравенства и окружающей среды, кампании по обеспечению экологической справедливости по всему миру развивались и смещали фокус. Например, движение Environmental Justice в Великобритании совсем другое. В нем основное внимание уделяется проблемам бедности и окружающей среды, но также решаются проблемы неравенства в области здравоохранения и социальной изоляции. Базирующаяся в Великобритании некоммерческая организация под названием Фонд экологической справедливости стремится установить прямую связь между необходимостью обеспечения экологической безопасности и защитой основных прав человека. Они запустили несколько громких кампаний, которые связывают экологические проблемы и социальную несправедливость. Кампания против незаконного, несообщаемого и нерегулируемого рыболовства показала, как "пиратские" рыбаки воруют продовольствие у местных сообществ кустарного рыболовства. Они также начали кампанию по разоблачению нарушений окружающей среды и прав человека, связанных с производством хлопка в Узбекистане. Хлопок, производимый в Узбекистане, часто собирают дети за небольшую плату или вообще без нее. Кроме того, неправильное управление водными ресурсами для орошения сельскохозяйственных культур привело к почти полному уничтожению Аральского моря. Фонд экологической справедливости успешно обратился с петицией к крупным розничным торговцам, таким как Walmart и Tesco, с просьбой прекратить продажу узбекского хлопка. 

### Южная Африка
При колониальных правительствах и правительствах апартеида в Южной Африке тысячи чернокожих южноафриканцев были изгнаны со своих исконных земель, чтобы освободить место для игровых парков. Earthlife Africa была образована в 1988 год, что делает ее первой организацией по защите окружающей среды в Африке. В 1992 году был создан Сетевой форум по вопросам экологической справедливости (EJNF), Общенациональная зонтичная организация, призванная координировать деятельность экологических активистов и организаций, заинтересованных в социальной и экологической справедливости. К 1995 году сеть расширилась до 150 организаций-членов, а к 2000 году в нее вошло более 600 организаций.
С избранием Африканского национального конгресса (АНК) в 1994 году движение за экологическую справедливость получило союзника в правительстве. АНК отметил, что "нищета и ухудшение состояния окружающей среды тесно связаны" в Южной Африке, АНК ясно дал понять, что проблемы экологического неравенства и несправедливости будут решаться в рамках мандата партии по восстановлению и развитию после апартеида. Новая Конституция Южной Африки, доработанная в 1996 году, включает Закон о правах, который предоставляет южноафриканцам право на "окружающую среду, которая не наносит вреда их здоровью или благополучию" и "на защиту окружающей среды в интересах нынешнего и будущих поколений посредством разумных законодательных и других мер, которые:
1. предотвращают загрязнения и деградации окружающей среды;
2. содействуют её сохранению;
3. обеспечивают экологически устойчивое развитие и использование природных ресурсов при одновременном содействии оправданному экономическому и социальному развитию.

Горнодобывающая промышленность Южной Африки является крупнейшим производителем твердых отходов, на долю которого приходится около двух третей общего потока отходов. Десятки тысяч смертей произошли среди шахтеров в результате несчастных случаев за последнее столетие. Было несколько смертей и изнурительных заболеваний, связанных с работой, таких как асбестоз. Для тех, кто живет рядом с шахтой, качество воздуха и воды оставляет желать лучшего. Шум, пыль, опасное оборудование и транспортные средства также могут представлять угрозу для их безопасности. Эти общины часто бедны и чернокожи, и у них мало выбора в отношении размещения шахты рядом с их домами. Национальная партия представила новый Закон о полезных ископаемых, в котором начали учитываться экологические соображения, признав проблемы охраны здоровья и безопасности работников и необходимость восстановления земель во время и после горных работ. В 1993 году в Закон были внесены поправки, требующие, чтобы каждая новая шахта имела Отчет о программе экологического менеджмента (EMPR), подготовленный до начала работ. Эти EMPRS были предназначены для того, чтобы заставить горнодобывающие компании описать все возможные экологические последствия конкретной горнодобывающей операции и предусмотреть меры по управлению окружающей средой. 
В октябре 1998 года Министерство полезных ископаемых и энергетики опубликовало "Белую книгу", озаглавленную "Политика в области полезных ископаемых и добычи полезных ископаемых для Южной Африки", которая включала раздел, посвященный рациональному природопользованию. В Белой книге говорится: "Правительство, признавая ответственность государства как хранителя природных ресурсов страны, обеспечит, чтобы основное освоение минеральных ресурсов страны происходило в рамках устойчивого развития и в соответствии с национальной экологической политикой, нормами и стандартами". Он добавляет, что любая экологическая политика "должна обеспечивать экономически эффективную и конкурентоспособную горнодобывающую промышленность".

### Австралия
В Австралии существует определенная дискриминация, главным образом при размещении объектов по переработке опасных отходов в районах, где людям не предоставляется надлежащая информация о компании. Несправедливость, которая имеет место в Австралии, определяется как экологическая политика в отношении того, кто получает место для нежелательных отходов или кто контролирует, где открывается завод. Движение за равную экологическую политику больше фокусируется на том, кто может бороться за создание компаний, и проходит в парламенте.

### Эквадор
Примером экологической несправедливости, с которой сталкиваются группы коренных народов, может служить инцидент с компанией Chevron-Texaco в тропических лесах Амазонки. Компания Texaco, которая теперь называется Chevron, нашла нефть в Эквадоре в 1964 году и построила нестандартные нефтяные скважины, чтобы сократить расходы. Они намеренно использовали некачественные технологии, чтобы удешевить свои операции несмотря на то, что они наносили ущерб местному населению и окружающей среде. После ухода компании в 1992 году они оставили открытой примерно тысячу ям для токсичных отходов и сбросили миллиарды галлонов токсичной воды в реки. 

### Кения
Кения с момента обретения независимости в 1963 году сосредоточила свое внимание на защите окружающей среды. Экологические активисты, такие как Вангари Маатаи, отстаивали и защищали природные и экологические ресурсы, часто вступая в конфликт с Даниэлем арапом Мои и его правительством. Страна столкнулась с экологическими проблемами, вызванными быстрой урбанизацией. Особенно в Найроби, где общественное пространство, парк Ухуру и игровые парки, такие как Национальный парк Найроби, подверглись посягательствам, чтобы проложить путь для инфраструктурных разработок, таких как железная дорога Standard Gage и скоростная автомагистраль Найроби. Один из ведущих юристов-экологов Кариуки Муигуа отстаивал экологическую справедливость и доступ к информации и правовой защите, написав диссертацию об экологической справедливости, посвященную вехам Кении.
Экологическая справедливость охраняется и защищается конституцией 2010 года, с юридическими процедурами против вредной практики и финансированием со стороны национального правительства и внешних доноров для обеспечения чистой, здоровой и экологически сбалансированной окружающей среды. Однако в Найроби по-прежнему наблюдается плохая охрана окружающей среды, при этом река Найроби постоянно засоряется и опустошается, и правительство обвиняет в этом высокий уровень неформального сектора и развития бизнеса в городе. В секторе плохо утилизируются отходы, что приводит к загрязнению окружающей среды.

### Южная Корея
Южная Корея имеет относительно короткую историю экологической справедливости по сравнению с другими странами запада. В результате быстрой индустриализации люди начали осознавать проблему загрязнения, и из экологических дискурсов появилась идея экологической справедливости. Концепция экологической справедливости появилась в Южной Корее в конце 1980-х годов.
Южная Корея пережила быстрый экономический рост (который обычно называют «Чудом на реке Ханган») в XX веке в результате политики индустриализации, адаптированной Пак Чон Хи после 1970-х годов. В политике и социальной среде не было места для экологических дискуссий, что усугубляло загрязнение в стране.
Экологическая справедливость начала широко признаваться в 1990-х годах благодаря разработке политики и исследованиям соответствующих учреждений. Например, Министерство окружающей среды, основанное в 1992 году, запустило Гражданское движение за экологическую справедливость (CMEJ) для повышения осведомленности о проблеме и разработки соответствующих планов. В рамках своей деятельности Гражданское движение за экологическую справедливость (CMEJ) провело Форум по экологической справедливости в 1999 году, чтобы собрать и проанализировать существующие исследования по этому вопросу, которые периодически проводились различными организациями. Гражданское движение за экологическую справедливость (CMEJ) начиналось как небольшая организация, но оно продолжает расти и расширяться. В 2002 году у CMEJ было более чем в 5 раз больше членов и в 3 раза больше бюджета, чем в начале года.
Экологическая несправедливость по-прежнему остается постоянной проблемой. Одним из примеров является строительство дамбы Сэмангэм.
Строительство дамбы Сэмангэм, которая является самой длинной в мире дамбой (33 километра), проходящей между Жёлтым морем и устьем реки Сэмангым, было частью правительственного проекта, начатого в 1991 году. Проект вызвал озабоченность по поводу разрушения экосистемы и уничтожения местных жилых районов. Это привлекло внимание активистов экологической справедливости, потому что основными жертвами стали малообеспеченные рыбаки и их будущие поколения. Это рассматривается как пример экологической несправедливости, которая была вызвана проведением политики, ориентированной исключительно на развитие.
Строительство канала Сеул-Инчхон также вызвало споры об экологической справедливости. Строительство отняло жилые районы и сельскохозяйственные угодья у местных жителей. Кроме того, окружающая среда в этом районе ухудшилась из-за появления влажных туманов, которые были вызваны нехваткой воды и местными изменениями климата, вызванными строительством канала. Местные жители, в основном люди со слабой экономической базой, серьёзно пострадали от строительства и стали основными жертвами такого экологического ущерба. В то время как социально и экономически слабые граждане страдали от изменений окружающей среды, большая часть выгод досталась промышленным предприятиям и конгломератам, имеющим политическую власть.
Строительство промышленного комплекса также подверглось критике в контексте экологической справедливости. Одним из примеров является конфликт в регионе Вичхон. Регион стал центром споров, когда правительство решило построить промышленный комплекс красильных домов, которые ранее располагались в столичном регионе Тэгу. В результате строительства река Накдонг, которая является одной из главных рек в Южной Корее, была загрязнена, и местные жители пострадали от изменений окружающей среды, вызванных строительством.
Экологическая справедливость — растущая проблема в Южной Корее. Хотя эта проблема ещё не получила широкого признания по сравнению с другими странами, многие организации начинают признавать эту проблему.